# Пилеа-Хортач
Пилеа-Хортач (на гръцки: Δήμος Πυλαίας - Χορτιάτη, Димос Пилеас-Хортиати) е дем в област Централна Македония на Република Гърция. Демът обхваща 7 селища в северозападната част на Халкидическия полуостров и носи имената на солунския квартал Пилеа и на планината Хортач (Хортиатис). Център на дема е град Панорама.

## Селища
Дем Пилеа-Хортач е създаден на 1 януари 2011 година след обединение на три стари административни единици – демите Панорама, Пилеа и Хортач (Хортиатис) по закона Каликратис.

### Демова единица Панорама
Според преброяването от 2001 година дем Панорама (Δήμος Πανοράματος) има 14 552 жители и в него влиза само едно-единствено селище – град Панорама (Πανόραμα), който на практика е квартал на Солун.

### Демова единица Пилеа
Според преброяването от 2001 година дем Пилеа (Δήμος Πυλαίας) има 22 774 жители и в него влиза само едно-единствено селище – град Пилеа (Πυλαία), който на практика е квартал на Солун.

### Демова единица Хортач
Според преброяването от 2001 година дем Хортач (Δήμος Χορτιάτη) има 12 866 жители и в него влизат следните демови секции и селища:
- Демова секция Пейзаново

- село Пейзаново (Киречкьой, Ασβεστοχώρι, Асвестохори)
- село Кранос (Κράνος)

- Демова секция Ексохи

- село Ексохи (Εξοχή)

- Демова секция Хортач

- село Хортач (Χορτιάτης, Хортиатис)

- Демова секция Филиро

- село Филиро (Φίλυρο, старо Ялиджик, Яйладжик)